# Militia Act (1903)
Der 1903 beschlossene Militia Act (dt.: Milizgesetz), auch bekannt unter dem Namen „Dick Act“ (nach Charles W. F. Dick), ist ein US-amerikanisches Bundesgesetz, das die Nationalgarde in ihren heutigen Strukturen organisierte.
Elihu Root, der damalige Kriegsminister, initiierte das Gesetz, nachdem der Verlauf des Spanisch-Amerikanischen Krieges eklatante Ausbildungsmängel aufdeckte, die sich auch auf die Kampfkraft der regulären Bodentruppen ausgewirkt hatten.
Der Militia Act, der diesen Namen nicht als einziges Gesetz trug, fasste diverse Behörden im Department of War zusammen. Zusätzlich wurde die neue bundeseinheitliche Reserve denselben technischen und physischen Anforderungen wie die regulären Einheiten unterworfen. Diese Qualitätsstandards wurden der Kontrolle durch Offiziere unterworfen.